# Tithoreina
De Tithoreina zijn een subtribus van vlinders uit de geslachtengroep Ithomiini van de Nymphalidae.

## Geslachten
- Tithorea
- Elzunia
- Aeria[1]